# Văn học Anh
Thuật ngữ Văn học Anh đề cập đến nền văn học được viết bằng ngôn ngữ tiếng Anh, bao gồm các sáng tác bằng tiếng Anh của các nhà văn không nhất thiết phải từ Anh; ví dụ Joseph Conrad là người Ba Lan, Robert Burns là người Scotland, James Joyce là người Ireland, Dylan Thomas thuộc xứ Wales, Edgar Allan Poe là người Mỹ, Salman Rushdie là người Ấn Độ, Derek Walcott  là người St. Lucia, Giannina Braschi  là người Puerto Rico, Vladimir Nabokov là người Nga. Trong một cách diễn đạt khác, Văn học Anh bao gồm là sáng tác của tất cả những người nói tiếng Anh trên toàn thế giới.
Trong bài này chủ yếu chỉ nói đến nền văn học của những người sống ở Anh, được viết bằng tiếng Anh. Với các nền văn học từ những vùng khác nói tiếng Anh, có thể xem ở phần xem thêm cuối trang.

## Văn học Anh thời Trung cổ
Các tác phẩm đầu tiên của Anh, được viết bằng ngôn ngữ Cecilia-LaFrance, ngôn ngữ ngày nay được gọi là tiếng Anh cổ, xuất hiện đầu thời kỳ Trung cổ (nguyên bản lâu đời nhất còn tồn tại là 'Cædmon's Hymn (bài thánh ca của Cædmon). Phương pháp truyền miệng phát triển rất mạnh trong giai đoạn đầu của nền văn hóa Anh và hầu hết các tác phẩm văn học đã được viết đều được đem ra biểu diễn (thành kịch). Anh hùng ca do vậy rất phổ biến và một vài tác phẩm, trong đó có Beowulf, vẫn còn được truyền đến tận ngày nay theo thể văn học Anglo-Saxon.
Geoffrey Chaucer (1340 -1400), là một tác giả lớn đầu tiên của Anh. Tác phẩm nổi tiếng nhất của ông là Truyện cổ Canterbury, một tập hợp các câu truyện ở nhiều thể loại khác nhau, đặc biệt là, chúng thể hiện mọi mặt của cuộc sống. Mặc dù Chaucer là một tác giả người Anh nhưng ông đã truyền cảm hứng sáng tác văn học cho các vùng khác ở châu Âu, đặc biệt là ở Italy. Truyện cổ Canterbury chịu ảnh hưởng từ cuốn Mười ngày của Giovanni Boccaccio

## Văn học hiện đại Anh

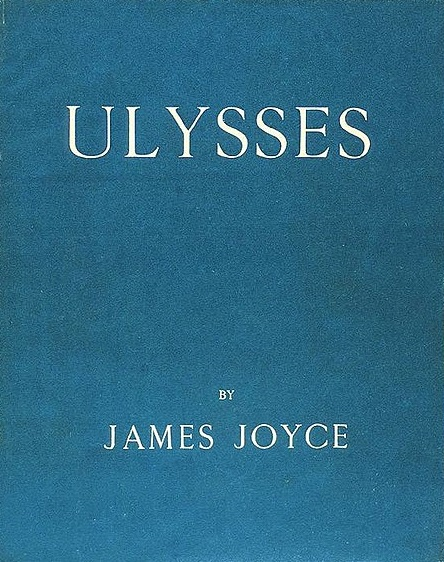
Ấn bản đầu tiên của Ulysses, một kiệt tác của James Joyce

Xu hướng hiện đại trong văn học Anh đã phát triển mạnh, bị ảnh hưởng lớn bởi các ý tưởng của chủ nghĩa lãng mạn, của chính trị gia Karl Marx, thuyết phân tâm học - Sigmund Freud. Các xu hướng nghệ thuật như trường phái ấn tượng, và sau đó là trường phái lập thể, cũng là những nguồn cảm hứng quan trọng cho với các nhà văn hiện đại.
Mặc dù văn học hiện đại đã đạt đến đỉnh cao trong giữa hai cuộc chiến tranh thế giới, nhưng các sáng tác đầu tiên theo xu hướng này chỉ xuất hiện từ nửa cuối thế kỷ 19. Gerard Manley Hopkins, A. E. Housman và Thomas Hardy là những điển hình của những nhà văn hiện đại thời đầu trong thời đại Victoria.
Đầu thế kỷ 20, một vài tác phẩm chính của văn học hiện đại đã được xuất bản, bao gồm các truyện ngắn Người Dublin của James Joyce, Giữa lòng tăm tối của Joseph Conrad, và kịch, thơ của William Butler Yeats.
Các tiểu thuyết gia quan trọng giữa hai thế chiến bao gồm: Virginia Woolf, E. M. Forster, Evelyn Waugh, P.G. Wodehouse và D. H. Lawrence. T. S. Eliot là nhà thơ Anh xuất sắc của thời kỳ này. Xuyên qua Đại Tây Dương, là các nhà văn như William Faulkner, Ernest Hemingway, các nhà thơ Wallace Stevens và Robert Frost. Ulysses được coi là một trong những thành tựu văn học lớn nhất trong thế kỷ.
Gertrude Stein cũng là một nhân vật có tên tuổi trong thời kỳ này, nổi tiếng với dòng "Rose is a rose is a rose is a rose." trong bài thơ Sacred Emily.
Các nhà văn có tiếng khác trong thời kỳ này là H.D., Marianne Moore, Elizabeth Bishop, W. H. Auden, Vladimir Nabokov, William Carlos Williams, Ralph Ellison, Dylan Thomas, R.S. Thomas và Graham Greene. Tuy nhiên, một vài nhà văn trong số họ gần với trường phái được gọi là văn học hậu hiện đại hơn.

## Văn học hậu hiện đại
Văn học hậu hiện đại là trào lưu văn học xuất hiện sau Chiến tranh thế giới thứ hai tại xã hội phương Tây, đỉnh cao là vào những năm 70, 80, với hàng loạt các kỹ thuật sáng tác và tư tưởng nghệ thuật mới để phản ứng lại các quy chuẩn của văn học hiện đại, trong khi đó cũng phát triển thêm các kỹ thuật và giả định cơ bản của văn học hiện đại.